# Peace (Vista Chino)
Peace is het eerste album van Amerikaanse stonerrockband Vista Chino.
Het album is opgenomen in de studio van Brant Bjork in Joshua Tree, Californië op 2 inchtape. Bjork heeft het album geproduceerd en is gemixt in Thunder Underground Recording Studio's in Palm Springs, Californië. Het collectief The Date Farmers hebben de albumhoes ontworpen en komen uit dezelfde omgeving als de bandleden.

## Opnameproces
Nadat Bjork en Garcia terugkwamen van een tour met 'Garcia plays Kyuss' en Bjorks soloband in Europa die 2,5 week duurde, wilde ze het plan doorzetten om een nieuw album op te nemen. Garcia was op dat moment de drijvende kracht achter dit project. Bjork en Garcia bespraken de details hoe ze dit gingen doen omdat Josh Homme een terugkeer/reünie niet meer zag zitten. Garcia gaf aan Fevery te vragen om gitaar te spelen. Bjork ging hiermee akkoord nadat hij hem live had zien spelen tijdens de Garcia plays Kyuss-tour. Hierna vroegen ze Oliveri bij de band als bassist omdat hij betrokken was in de beginfase van Kyuss. Nadat het viertal nummers oefenden en jamden werd het al snel duidelijk dat een muzikale chemie was tussen de bandleden.
Garcia gaf tijdens het Orion Music + More festival in Detroit in een interview aan dat de nummers gaan over persoonlijke en zakelijke strubbelingen (zie ook de rechtszaak met Josh Homme), maar dat ze de muziek dicht bij hun roots hebben gezocht en dat die zuiver is. Ze wijten dit ook aan de omgeving waar ze vandaan komen en wonen.
Het schrijven van de muziek voor het album ging anders dan in de Kyuss-tijd. Bjork gaf aan dat hij vroeger met Homme in een slaapkamer aan het jammen was om nummers te schrijven. De bandleden zijn ouder, hebben gezinnen en leven in verschillen de delen van de wereld. Hij creëerde een nieuwe schrijfstijl met gitarist Fevery. Voor Bjork was dit een motivatie en inspiratie om een nieuw album te maken. Het schrijven van de nummers begon in januari 2012. Na de tour met Kyuss Lives! begonnen de bandleden thuis ideeën voor nummers op te nemen. Omdat Fevery in België woont kwam hij naar de woestijn om te jammen, te praten en filosoferen over wat ze wilde creëren en hoe ze dit gingen doen. De twee hadden al snel een muzikale chemie en vonden in elkaar een muzikale partner.
Tijdens de opnames in de studio van Bjork in Joshua Tree heeft de band hulp gehad met de opnames van Trevor Whatever en Harper Hug. Deze opnamestudio was het tweede woonhuis van Bjork dat hij tijdens het schrijfproces ombouwde tot studio. Bjork deed veel van de opnames, maar dit deed veel op gevoel. Hug had meer ervaring met opnemen van nummers. Garcia gaf aan dat de muziek vooral is schreven door Bjork en Fevery, en dat de melodieën zijn geschreven door Bjork en Garcia. Het schrijven gebeurde in de woestijn om zo dicht mogelijk bij hun roots te blijven. Het nummer Adara is geschreven aan de keukentafel van Bjork. Wanneer Garcia een melodie had voegde Bjork een zin toe of andersom. Dit was de eerste keer in 20 jaar dat Bjork en Garcia weer samen opnames maakte.
Tijdens het schrijven was er veel wederzijds vertrouwen tussen de bandleden. De bandleden hebben sommige opnames los van elkaar opgenomen. Garcia gaf aan dat er nummers zijn die hem herinneren aan Kyuss zoals Sweet Remain, Dargona Dragona en The Gambling Moose, maar dat er ook werd geëxperimenteerd met geluid. Garcia gaf Barcelonian als voorbeeld.
Garcia voegde zijn zang toe nadat het grootste deel van de muziek was geschreven op 4 inchtape en Pro Tools van Fevery. Bjork en Fevery gaven Garcia ideeën over de zanglijnen en melodieën. Deze zijn spontaan geschreven tijdens het opname proces. De nummers op het album zijn meerdere keren opgenomen met verschillende zanglijnen en melodieën. De band koos hierna beste versie. Het nummer 'As You Wish' is acht keer opgenomen met verschillen zanglijnen.

## Tour
De band zou het album promoten in Noord-Amerika met de band Black Pussy tot en met 28 september 2013 waarbij ook de bekende nummers van Kyuss werden gespeeld.
Op 18 juli 2013 gaf de band een nieuw nummer van het album uit, 'Barcelonian'. Dit is het tweede nummer dat werd uitgebracht na het nummer 'Dargona Dragona', dat op 23 mei 2013 werd uitgegeven.
Op 23 november 2013 speelde de band op Speedfest in Eindhoven (het Klokgebouw) met onder andere bands als: Agnostic Front, Monster Truck en Hatebreed.
Op 11 december 2013 werd er een muziekvideo uitgegeven via Napalm Records van het nummer "Sweet Remain".

## Thema's
De teksten op het album gaan voornamelijk over de rechtszaak, het maken van een nieuw begin en de woestijn (waar de band vandaan komt).
De tekst "I'm thinking about what you mean to me" refereert aan de rechtszaak op het nummer 'Barcelonian'.
De tekst "And they lost their souls/When they lost their way/Yeah, we fight to the bone/But the spirit remains" op het nummer 'Sweet Remain' refereert aan de rechtszaak.
Het nummer 'Planets 1 & 2' bevat een intro die sterk lijkt op het nummer Green Machine van het Kyuss-album Blues for the Red Sun.

## Tracklist
| Nr. | Titel                              | Duur  |
| --- | ---------------------------------- | ----- |
| 1   | Good Morning Wasteland (intro)     | 1:00  |
| 2   | Dargona, Dragona                   | 4:48  |
| 3   | Sweet Remain                       | 3:10  |
| 4   | As You Wish                        | 5:01  |
| 5   | Planets 1 & 2                      | 6:40  |
| 6   | Adara                              | 4:45  |
| 7   | Mas Vino                           | 1:26  |
| 8   | Dark and Lovely                    | 6:22  |
| 9   | Barcelonian                        | 3:35  |
| 10  | Acidize… the Gambling Moose        | 13:02 |
| 11  | Carnation (bonus track)            | 4:13  |
| 12  | Sunlight at Midnight (bonus track) | 3:49  |

## Uitvoerende musici
- John Garcia - zang
- Bruno Fevery - gitaar
- Nick Oliveri - basgitaar (muziek op 'Mas Vino')
- Brant Bjork - drum, basgitaar op 'Planets 1 & 2' , zang op 'Planet 1'
- Mike Dean - basgitaar op 'As You Wish'
- Chris Cockrell - harmonica op 'Good Morning Wasteland'

Opnames: Jalamanta Studios, Joshua Tree, CA.
Mixen: Thunder Underground, Palm Springs, CA.
Mastering: Golden Mastering, Ventura, CA.